# Shinpei Takagi
Shinpei Takagi (高木 心平 Takagi Shinpei?,  Nagoya, Prefectura de Aichi, 22 de octubre de 1985) es un actor retirado japonés. Durante toda su carrera estuvo afiliado a Stardust Promotion.

## Biografía
Takagi nació el 22 de octubre de 1985 en la ciudad de Nagoya, Aichi. Tiene un hermano gemelo idéntico, Manpei, quien también ha incursionado como actor. Ambos hermanos crecieron en una familia adinerada, pero fueron estrictamente educados por su padre, quien creía que "el lujo era un enemigo de la juventud". Su debut como actor se produjo en 2005, mientras que en 2006 fue el primer actor en interpretar a Takeshi Momoshiro en la serie de musicales de The Prince of Tennis. En 2007, fue actor invitado en uno de los episodios de la serie de su hermano Jūken Sentai Gekiranger, en el cual interpretó a un falso Retsu. 
En 2011, Takagi interpretó a Hikaru Hitachiin en una adaptación a serie del manga Ouran High School Host Club, con Manpei interpretando al gemelo de este, Kaoru Hitachiin. Ambos repitieron sus papeles como los hermanos Hitachiin en una película producida en 2012. En abril de 2017, tanto él como su hermano se retiraron del mundo del entretenimiento.

## Filmografía

### Televisión
| Año  | Título                      | Personaje                      | Notas           |
| ---- | --------------------------- | ------------------------------ | --------------- |
| 2007 | Jūken Sentai Gekiranger     | Falso Retsu                    | Episodio 38     |
| 2009 | Mei-chan no Shitsuji        | Sakon Akabane                  |                 |
| 2009 | Drifting Net Caf            |                                |                 |
| 2009 | Meitantei no Okite          | Okawara en secundaria          | Episodio 9      |
| 2009 | Ninkyō Helper               | Kosuke Koga                    |                 |
| 2010 | Indigo no Yoru              |                                |                 |
| 2011 | Ouran High School Host Club | Hikaru Hitachiin               |                 |
| 2012 | Shirato Osamu no Jikenbo    |                                |                 |
| 2012 | Hikōnin Sentai Akibaranger  | Takuma Tsuzuki / New Akiba Red | Episodios 10-11 |

### Películas
| Año  | Título                      | Personaje        |
| ---- | --------------------------- | ---------------- |
| 2007 | Arena Romance               |                  |
| 2012 | Ouran High School Host Club | Hikaru Hitachiin |

### Teatro
| Año       | Título                  | Personaje         |
| --------- | ----------------------- | ----------------- |
| 2006-2007 | The Prince of Tennis    | Takeshi Momoshiro |
| 2009      | Kazegatsu yoku Fuiteiru |                   |

### Anime
| Año | Título          | Personaje |
| --- | --------------- | --------- |
|     | Yu-Gi-Oh! ARC-V | Yugo      |